# チャーリー・ジェイド
『チャーリー・ジェイド』（原題：Charlie Jade）は、カナダ・南アフリカ共同製作のテレビドラマ。2005年に放送された。日本では、FOXチャンネルやTOKYO MXで放送していた。1シーズン全20話で打ち切り。

## あらすじ
3つの並行世界のアルファ界、ベータ界、ガンマ界が存在し、私立探偵のチャーリー・ジェイドは巨大企業のヴェクスコアの陰謀に巻き込まれて、故郷のアルファ界からベータ界に転移した。

## 登場人物

### 主要人物
チャーリー・ジェイド
演 - ジェフリー・ピアース、日本語吹替 - 小山力也
行方不明者専門の私立探偵。アルファ界に戻るためパラレルワールドの謎を解こうとする。
ゼロワン・ボクサー
演 - マイケル・フィリポウィッチ、日本語吹替 - 萩原聖人
アルファ界に住むヴェクスコアの創設者（ブライオン・ボクサー）の息子。3つの世界でそれぞれの顔を持つ。

### アルファ界
ジャスミン
演 - マリー＝ジュリー・リヴェス、日本語吹替 - 百々麻子
チャーリーの恋人。奴隷階級出身。チャーリーの失踪で娼婦に身を落とし絶望していたが、ツカースに窮地を救われる。
エッサ・ロンプキン
演 - ミシェル・バージャース、日本語吹替 - 唐沢潤
ヴェクスコア・アルファ本社のCEOでブライオン・ボクサーの愛人。3つの世界を連結する「トンネル」の建設を推進している。
ブライオン・ボクサー
演 - グラハム・クラーク、日本語吹替 - 小島敏彦
ヴェクスコア社の創設者で、ゼロワンの父親。世界間移動の研究をしており世界間移動能力を持つ。だが、その影響で肉体は衰弱し瀕死の状態。
ツカース
演 - デビッド・ジョセフ・デニス、日本語吹替 - 世古陽丸
アルファ界ケープシティ警察の刑事。チャーリーの失踪で絶望していたジャスミンを救う。

### ベータ界
カール・ルビンスキー
演 - タイロン・ベンスキン、日本語吹替 - 天田益男
ヴェクスコアの陰謀を暴こうとしているジャーナリスト。アルファ界から来たチャーリーを助ける。
ジュリアス・ガルト
演 - ダニー・キーオ、日本語吹替 - 小林清志
ヴェクスコア・ベータ支社のCEO。その座を奪おうとするゼロワンとは敵対している。
ポーラ
演 - マリー＝ジュリー・リヴェス、日本語吹替 - 百々麻子
ケープタウンのカフェで働くジャスミンに瓜二つの女性。
ブルース・パドック
演 - ローランド・マライス、日本語吹替 - 加納千秋
ケープタウン警察の女刑事。殺人容疑者として追っていたチャーリーと恋に落ちる。
レン・ボーター
演 - ラングレイ・カークウッド、日本語吹替 - 赤城進
ヴェクスコア・ベータ支社の警備責任者。ガルトの部下。

### ガンマ界
リーナ
演 - パトリシア・マッケンジー、日本語吹替 - 岡寛恵
ガンマ界でヴェクスコアと戦っていたレジスタンス。ベータ界に吹き飛ばされテロリストとして追われることになる。

## スタッフ
- シリーズ・クリエーター&製作総指揮 - ロバート・ヴェルテマー
- 製作総指揮 - クリス・ローランド、イズィドア・コドロン、ジャック・ペティグルー
- プロデューサー - ロビン・スプライ
- ライン・プロデューサー - ウェンディ・クニル
- シリーズ監督 - T・J・スコット、ジミー・カウフマン、ジョージ・ミハルカ、エリック・カニュエル、アラン・デロシエール、ピエール・ギル、ダレル・ジェームズ・ルート、ニール・サンドストローム、アントン・ビーブ、デビッド・ヒクソン
- 脚本 - アレックス・エプスタイン、ガイ・マラリー
- 撮影 - バスター・レイノルズ、トレバー・ブラウン
- 音楽 - フランソワ＝モーリス・ルシール
- ポストプロダクション・プロデューサー - デビッド・マクロード
- CGIディレクター - ミシェル・ルミール
- VFX監督 - ステファン・ランドリー
- 特殊美術 - ペドロ・ピレス
- 美術 - シルヴァイン・ジングラス
- 共同製作 - ジ・イマジナリアム、ジョンズワース・プロダクションズ、シネグループ、CHUMテレビジョン、南アフリカ産業開発機構（IDC）

## エピソードリスト
| 各話 | 邦題             | 原題                                | 放送日        |
| ---- | ---------------- | ----------------------------------- | ------------- |
| 1    | ビッグ・バン     | The Big Bang                        | 2005年4月16日 |
| 2    | 砂漠             | Sand                                | 2005年4月16日 |
| 3    | 発見             | You Are Here                        | 2005年4月23日 |
| 4    | 暗示             | The Power of Suggestion             | 2005年4月30日 |
| 5    | 汚染             | And Not a Drop to Drink             | 2005年5月7日  |
| 6    | 地下組織         | Dirty Laundry                       | 2005年5月14日 |
| 7    | ダイヤモンド     | Diamonds are a Corpse's Best Friend | 2005年5月21日 |
| 8    | 献身             | Devotion                            | 2005年5月28日 |
| 9    | 裏切り           | Betrayal                            | 2005年6月4日  |
| 10   | アイデンティティ | Identity                            | 2005年6月11日 |
| 11   | 友情             | Thicker Than Water                  | 2005年6月18日 |
| 12   | 葛藤             | Choosing Sides                      | 2005年6月25日 |
| 13   | 駆け引き         | Through a Mirror Darkly             | 2005年7月2日  |
| 14   | 敵の敵           | The Enemy of My Enemy               | 2005年7月9日  |
| 15   | 見えない恐怖     | Things Unseen                       | 2005年7月16日 |
| 16   | 帰還             | The Shortening of the Way           | 2005年7月23日 |
| 17   | 情報操作         | Spin                                | 2005年7月30日 |
| 18   | 決意             | Bedtime Story                       | 2005年8月6日  |
| 19   | 証拠             | Flesh                               | 2005年8月13日 |
| 20   | 永遠             | Ouroboros                           | 2005年8月20日 |

## リリース
DVDがアルバトロスからリリースされている。